# Quận Pike, Georgia
Quận Pike là một quận trong tiểu bang Georgia, Hoa Kỳ. Quận lỵ đóng ở thành phố Zebulon 6. Theo điều tra dân số năm 2010 của Cục điều tra dân số Hoa Kỳ, quận có dân số 17.869 người 2.

## Địa lý
Theo Cục điều tra dân số Hoa Kỳ, quận này có diện tích 570 ki-lô-mét vuông, trong đó có 560 km2 là diện tích đất, 8,5 km2 là diện tích mặt nước.